# C-41 (Licenciado Carlos A. Madrazo)
C-41 (Licenciado Carlos A. Madrazo) är en ort i Mexiko.   Den ligger i kommunen Huimanguillo och delstaten Tabasco, i den sydöstra delen av landet, 600 km öster om huvudstaden Mexico City. C-41 (Licenciado Carlos A. Madrazo) ligger 29 meter över havet och antalet invånare är 3 680.
Terrängen runt C-41 (Licenciado Carlos A. Madrazo) är mycket platt. Runt C-41 (Licenciado Carlos A. Madrazo) är det ganska tätbefolkat, med 60 invånare per kvadratkilometer. Närmaste större samhälle är Cárdenas, 11,6 km nordost om C-41 (Licenciado Carlos A. Madrazo). Trakten runt C-41 (Licenciado Carlos A. Madrazo) består till största delen av jordbruksmark.